# ألكسندر غوستافسون
ألكسندر لارس-آكي غوستافسون (بالسويدية: Alexander Lars-Åke Gustafsson؛ مواليد 15 يناير 1987) هو مُقاتل فنون قتالية مختلطة سويدي محترف. كان يُنافس في فئة وزن خفيف الثقيل في يو إف سي
قضى غوستافسون جزءًا كبيرًا من مسيرته في فنون القتال المختلطة في فئة وزن خفيف الثقيل في يو إف سي، حيث أصبح من أبرز المتنافسين وقاتل على اللقب ثلاث مرات. غالبًا ما يُنظر إليه على أنه أحد أفضل مُقاتلي فنون القتال المختلطة الذين لم يفوزوا أبدًا لقب بطولة في يو إف سي.

## البطولات والإنجازات

### فنون القتال المختلطة
- يو إف سي
  - قاعة مشاهير يو إف سي (جناح القتال، دفعة 2021) ضد جون جونز 1 في يو إف سي 165[11][12]
  - قتال الليلة (أربع مرات) ضد جون جونز 1، جيمي مانوا، دانيال كورميي وغلوفر تيكسيرا[13][14][15][16]
  - أداء الليلة (مرة واحدة) ضد جيمي مانوا[17]
  - قتال العام (2013) ضد جون جونز 1[18]
  - آخر ضربة قاضية في قتال من خمس جولات في وزن خفيف الثقيل (1:07 في الجولة الخامسة) ضد غلوفر تيكسيرا في يو إف سي ليلة القتال 109[19]
- جوائز فنون القتال المختلطة العالمية
  - قتال العام 2013 ضد جون جونز في 21 سبتمبر[20]
  - أفضل مقاتل دولي لعام 2013[21]
- إي إس بي إن
  - قتال العام 2013 ضد جون جونز (يو إف سي 165)[22]
- شيردوغ
  - كل العنف الفريق الثالث 2011[23]
  - كل العنف الفريق الثاني 2013[24]
  - قتال العام 2013 ضد جون جونز (يو إف سي 165)[25]
- فوكس سبورتس.كوم
  - قتال العام 2013 ضد جون جونز (يو إف سي 165)[26]
- ياهو سبورتس
  - قتال العام 2013 ضد جون جونز (يو إف سي 165)[27]
- إم إم إيه جونكي
  - قتال العام 2013 ضد جون جونز (يو إف سي 165)[28]
  - قتال شهر أكتوبر 2015 ضد دانيال كورميي (يو إف سي 192)[29]
  - أفضل ضربة قاضية لشهر مايو 2017 ضد غلوفر تيكسيرا (يو إف سي ليلة القتال 109)[30]
- إس بي نايشن
  - قتال العام 2013 ضد جون جونز (يو إف سي 165)[31]
- إم إم إيه ويكلي.كوم
  - قتال العام 2013 (ضد جون جونز) (يو إف سي 165)[32]
- جوائز الفنون القتالية المختلطة في دول الشمال الأوروبي – إم إم إيه إيه أفيكينج.كوم
  - مقاتل العام 2011[33]
  - مقاتل العام 2012[33]
  - قتال العام 2013 ضد جون جونز[33]
  - أفضل ضربة قاضية لعام 2017 ضد غلوفر تيكسيرا[33]
  - مقاتل العقد 2019[34]

### ملاكمة الهواة
- الاتحاد الدولي للملاكمة (للهواة): الاتحاد السويدي للملاكمة
  - بطل السويد الوطني للشباب في وزن خفيف الثقيل عام 2003 [35][36]
  - الفائز ببطولة كأس كي بي للملاكمة للوزن الثقيل 2008[37]
  - الفائز ببطولة كأس كي بي للملاكمة للوزن الثقيل 2009[38][39]
  - الفائز ببطولة صندوق تينستا المفتوح للوزن الثقيل لعام 2009[40][41]

### تصارع الإخضاع
- الاتحاد السويدي للمصارعة الحرة
  - الفائز ببطولة جنة التصارع 4 لعام 2008 بوزن −99 كجم (−218 رطلاً)[42]

## سجل فنون القتال المختلطة
| السجل المهني |        |         |
| 26 نزال      | 18 فوز | 8 خسارة |
| ضربة قاضية   | 11     | 3       |
| إخضاع        | 3      | 3       |
| قرار القضاة  | 4      | 2       |

| النتيجة | السجل | الخصم               | الطريقة                              | الحدث                                       | التاريخ        | الجولة | الوقت | المكان                                  | الملاحظات                                                   |
| ------- | ----- | ------------------- | ------------------------------------ | ------------------------------------------- | -------------- | ------ | ----- | --------------------------------------- | ----------------------------------------------------------- |
| خسر     | 18–8  | نيكيتا كريلوف       | ضربة قاضية (باللكمات)                | يو إف سي ليلة القتال: بلايدز ضد أسبينال     | 23 يوليو 2022  | 1      | 1:07  | لندن، إنجلترا                           | العودة إلى وزن خفيف الثقيل.                                 |
| خسر     | 18–7  | فابريسيو ويردوم     | إخضاع (شريط الذراع)                  | يو إف سي على إي إس بي إن: ويتيكر ضد تيل     | 26 يوليو 2020  | 1      | 2:30  | أبو ظبي، الإمارات العربية المتحدة       | أول ظهور في الوزن الثقيل.                                   |
| خسر     | 18–6  | أنتوني سميث         | إخضاع (خنق خلفي عاري)                | يو إف سي ليلة القتال: غوستافسون ضد سميث     | 1 يونيو 2019   | 4      | 2:38  | ستوكهولم، السويد                        |                                                             |
| خسر     | 18–5  | جون جونز            | ضربة قاضية (باللكمات)                | يو إف سي 232                                | 29 ديسمبر 2018 | 3      | 2:02  | إنغليووود، كاليفورنيا، الولايات المتحدة | على لقب بطولة يو إف سي لوزن خفيف الثقيل الشاغر.             |
| فاز     | 18–4  | غلوفر تيكسيرا       | ضربة قاضية (باللكمات)                | يو إف سي ليلة القتال: غوستافسون ضد تيكسيرا  | 28 مايو 2017   | 5      | 1:07  | ستوكهولم، السويد                        | قتال الليلة.                                                |
| فاز     | 17–4  | يان بلاهوفيتش       | قرار القضاة (بالإجماع)               | يو إف سي ليلة القتال: أرلوفسكي ضد بارنيت    | 3 سبتمبر 2016  | 3      | 5:00  | هامبورغ، ألمانيا                        |                                                             |
| خسر     | 16–4  | دانيال كورميي       | قرار القضاة (بالانقسام)              | يو إف سي 192                                | 3 أكتوبر 2015  | 5      | 5:00  | هيوستن، تكساس، الولايات المتحدة         | على لقب بطولة يو إف سي لوزن خفيف الثقيل. قتال الليلة.       |
| خسر     | 16–3  | أنتوني جونسون       | ضربة فنية قاضية (باللكمات)           | يو إف سي على فوكس: غوستافسون ضد جونسون      | 24 يناير 2015  | 1      | 2:15  | ستوكهولم، السويد                        | الفائز سيُقاتل على لقب بطولة يو إف سي لوزن خفيف الثقيل.      |
| فاز     | 16–2  | جيمي مانوا          | ضربة فنية قاضية (بالركبة واللكمات)   | يو إف سي ليلة القتال: غوستافسون ضد مانوا    | 8 مارس 2014    | 2      | 1:18  | لندن، إنجلترا                           | أداء الليلة. قتال الليلة.                                   |
| خسر     | 15–2  | جون جونز            | قرار القضاة (بالإجماع)               | يو إف سي 165                                | 21 سبتمبر 2013 | 5      | 5:00  | تورونتو، أونتاريو، كندا                 | على لقب بطولة يو إف سي لوزن خفيف الثقيل. قتال العام (2013). |
| فاز     | 15–1  | موريسيو روا         | قرار القضاة (بالإجماع)               | يو إف سي على فوكس: هندرسون ضد دياز          | 8 ديسمبر 2012  | 3      | 5:00  | سياتل، واشنطن، الولايات المتحدة         |                                                             |
| فاز     | 14–1  | تياغو سيلفا         | قرار القضاة (بالإجماع)               | يو إف سي على فيول تي في: غوستافسون ضد سيلفا | 14 أبريل 2012  | 3      | 5:00  | ستوكهولم، السويد                        |                                                             |
| فاز     | 13–1  | فلاديمير ماتيوشينكو | ضربة فنية قاضية (باللكمات)           | يو إف سي 141                                | 30 ديسمبر 2011 | 1      | 2:13  | لاس فيغاس، نيفادا، الولايات المتحدة     |                                                             |
| فاز     | 12–1  | مات هاميل           | ضربة فنية قاضية (باللكمات والمرفقين) | يو إف سي 133                                | 6 أغسطس 2011   | 2      | 3:34  | فيلادلفيا، بنسلفانيا، الولايات المتحدة  |                                                             |
| فاز     | 11–1  | جيمس تي هونا        | إخضاع (خنق خلفي عاري)                | يو إف سي 127                                | 27 فبراير 2011 | 1      | 4:27  | سيدني، أستراليا                         |                                                             |
| فاز     | 10–1  | سيريل دياباتي       | إخضاع (خنق خلفي عاري)                | يو إف سي 120                                | 16 أكتوبر 2010 | 2      | 2:41  | لندن، إنجلترا                           |                                                             |
| خسر     | 9–1   | فيل ديفيس           | إخضاع (خنق الأناكوندا)               | يو إف سي 112                                | 10 أبريل 2010  | 1      | 4:55  | أبو ظبي، الإمارات العربية المتحدة       |                                                             |
| فاز     | 9–0   | جاريد هامان         | ضربة قاضية (باللكمات)                | يو إف سي 105                                | 14 نوفمبر 2009 | 1      | 0:41  | مانشستر، إنجلترا                        |                                                             |
| فاز     | 8–0   | فلاديمير شيماروف    | ضربة قاضية (باللكمات)                | التحدي المتفوق 3                            | 30 مايو 2009   | 1      | 2:37  | ستوكهولم، السويد                        |                                                             |
| فاز     | 7–0   | بيدرو كويتجلاس      | ضربة فنية قاضية (باللكمات)           | ذا زون اف سي 3                              | 8 نوفمبر 2008  | 1      | 2:08  | غوتنبرغ، السويد                         |                                                             |
| فاز     | 6–0   | كريستوف كولاك       | قرار القضاة (بالإجماع)               | كيه إس دبليو إكسترا                         | 13 سبتمبر 2008 | 2      | 5:00  | دابروفا غورنيزا، بولندا                 | نزال في وزن غير محدد (209 رطل).                             |
| فاز     | 5–0   | ماتيو مينونزيو      | ضربة فنية قاضية (باللكمات)           | ذا زون اف سي 2                              | 10 مايو 2008   | 1      | 3:52  | غوتنبرغ، السويد                         |                                                             |
| فاز     | 4–0   | فلوريان مولر        | ضربة فنية قاضية (بالركبة إلى الجسم)  | فيت سيلكتور                                 | 13 مارس 2008   | 2      | 3:44  | دبي، الإمارات العربية المتحدة           |                                                             |
| فاز     | 3–0   | فربد فادامي         | ضربة فنية قاضية (باللكمات)           | ذا زون اف سي 1                              | 9 فبراير 2008  | 1      | 2:31  | ستوكهولم، السويد                        |                                                             |
| فاز     | 2–0   | ميكائيل حيدري       | ضربة فنية قاضية (باللكمات)           | فين فايت 9                                  | 15 ديسمبر 2007 | 1      | 0:50  | توركو، فنلندا                           |                                                             |
| فاز     | 1–0   | ساكو هيكولا         | إخضاع (خنق خلفي عاري)                | شوتو فنلندا: شيكاغو كوليجن 3                | 17 نوفمبر 2007 | 2      | 3:42  | لاهتي، فنلندا                           |                                                             |

## سجل التصارع
| 4 مباريات، 4 انتصارات (2 إخضاع) |       |                    |                         |                        |                  |                |                  |
| النتيجة                         | السجل | الخصم              | الطريقة                 | الحدث                  | الدرجة           | التاريخ        | الموقع           |
| فاز                             | 4–0   | أنطون توركالج      | بالنقاط                 | بطولة القتال إيه كيه 3 | −99 كغ سوبر فايت | 11 ديسمبر 2019 | غوتنبرغ، السويد  |
| فاز                             | 3–0   | كريستوفر لي كلوكار | إخضاع (خنق خلفي عاري)   | ليلة القتال ناكا 7     | −93 كغ سوبر فايت | 14 فبراير 2009 | ستوكهولم، السويد |
| فاز                             | 2–0   | ميكائيل بيرسون     | إخضاع (خنق مثلث الذراع) | جنة التصارع 4          | −99 كغ المطلق    | 21 سبتمبر 2008 | أوبسالا، السويد  |
| فاز                             | 1–0   | مايكل فورسمان      | بالنقاط                 | نيوبلود 15             | −93 كغ سوبر فايت | 16 ديسمبر 2006 | غوتنبرغ، السويد  |

## نزالات الدفع مقابل المشاهدة
| #        | الحدث        | القتال              | التاريخ        | المكان          | المدينة                                | المبلغ    |
| -------- | ------------ | ------------------- | -------------- | --------------- | -------------------------------------- | --------- |
| 1.       | يو إف سي 165 | جونز ضد غوستافسون   | 21 سبتمبر 2013 | مركز طيران كندا | تورونتو، أونتاريو، كندا                | 310،000   |
| 2.       | يو إف سي 192 | كورميي ضد غوستافسون | 3 أكتوبر 2015  | تويوتا سنتر     | هيوستن، تكساس، الولايات المتحدة        | 250،000   |
| 3.       | يو إف سي 232 | جونز ضد غوستافسون 2 | 29 ديسمبر 2018 | ذا فورم         | إنغليوود، كاليفورنيا، الولايات المتحدة | 700،000   |
| الإجمالي | الإجمالي     | الإجمالي            | الإجمالي       | الإجمالي        | الإجمالي                               | 1،260،000 |

## فيلموغرافيا
| العام | العنوان                                                | الدور                                | الملاحظات |
| ----- | ------------------------------------------------------ | ------------------------------------ | --------- |
| 2015  | يوهان فالك – بلودس ديامنتر / يوهان فالك – ألماس الدموي | بوليسينزاتشيف (قائد قوة مهام الشرطة) |           |

## وصلات خارجية
- ألكسندر غوستافسون على موقع يو إف سي (الإنجليزية)
- ألكسندر غوستافسون على موقع شيردوغ (الإنجليزية)
- ألكسندر غوستافسون على موقع Tapology.com (الإنجليزية)
- ألكسندر غوستافسون على موقع IMDb (الإنجليزية)
- ألكسندر غوستافسون على موقع قاعدة بيانات الفيلم (الإنجليزية)